# Abocador

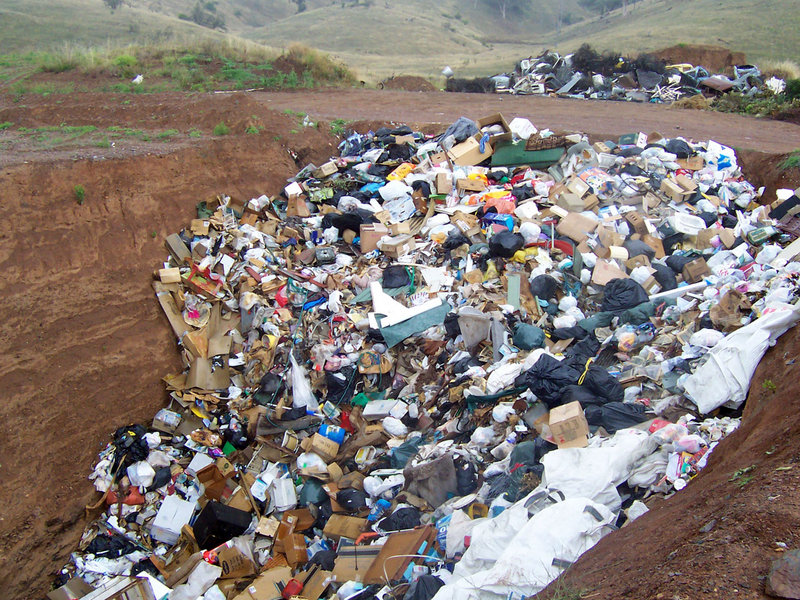
Abocador no controlat

Els abocadors són aquells llocs on es dipositen finalment les escombraries, i que poden ser oficials o clandestins (no controlats per ningú). També es coneixen com a femers, femerassos o fardes en rossellonès, i femerals o femorals en català antic.

## Operacioes

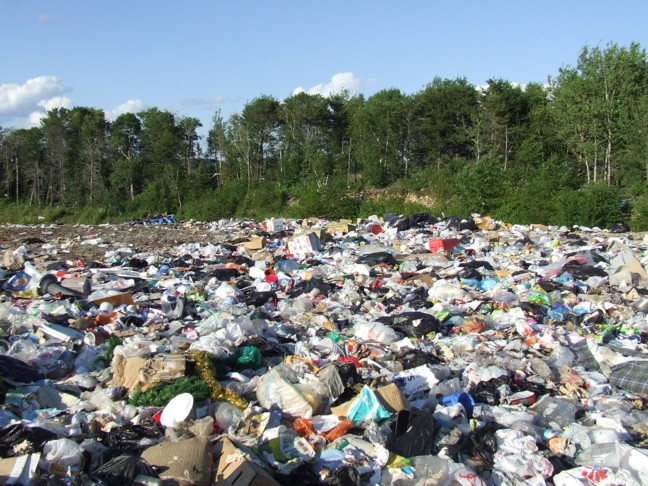
Un dels diversos abocadors utilitzats per Dryden, Ontario, Canadà

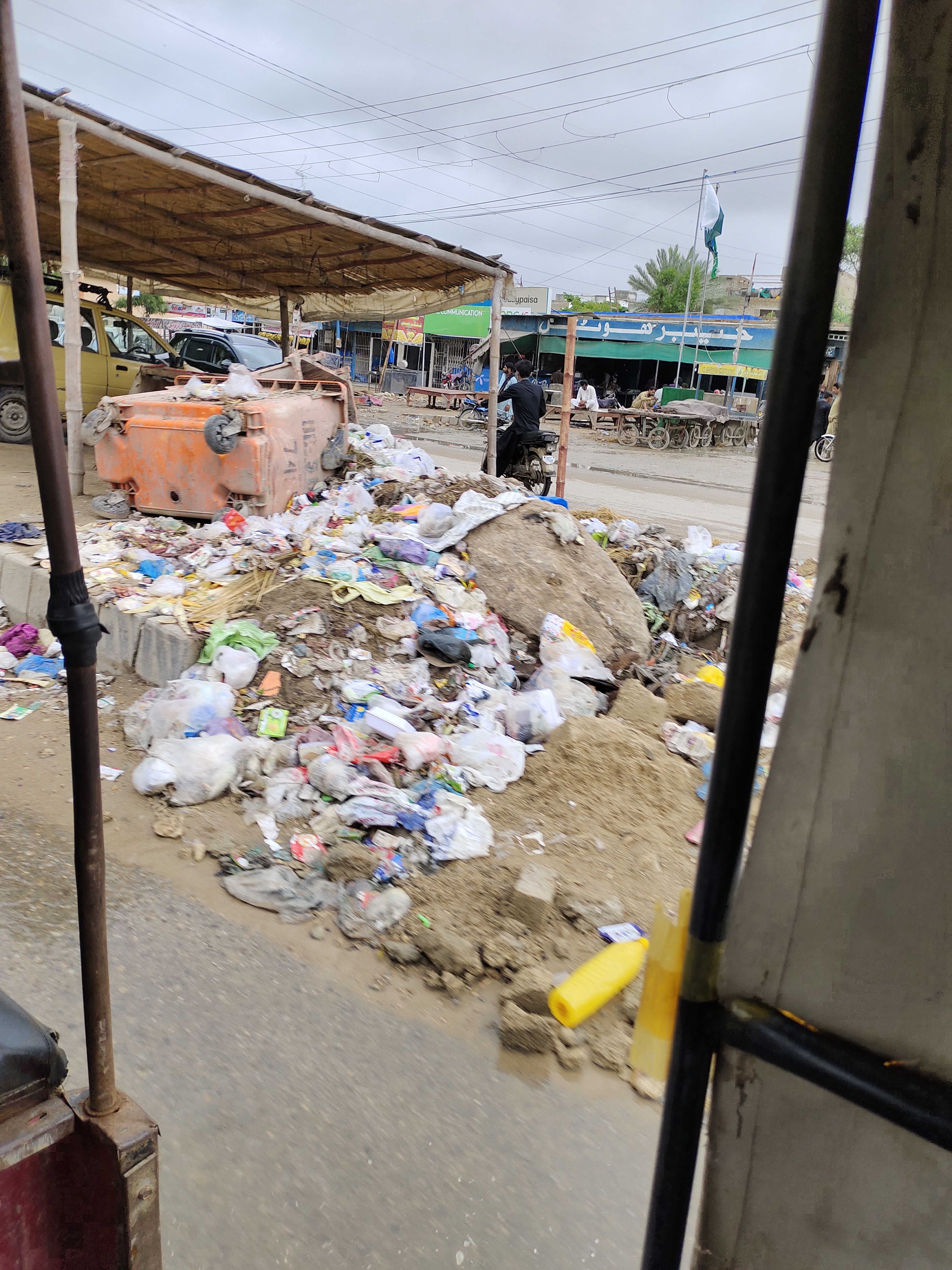
Escombraries tirades al mig d'una carretera a Karachi

Els operadors d'abocadors ben gestionats per a residus no perillosos compleixen especificacions predefinides mitjançant l'aplicació de tècniques per a:
1. Confinar els residus a una àrea tan petita com sigui possible.
2. compactar els residus per reduir el volum[2]

També poden cobrir els residus (normalment diàriament) amb capes de terra o altre tipus de material com estelles de fusta i partícules fines.
Durant les operacions de l'abocador, una bàscula o bàscula pont pot pesar els vehicles de recol·lecció de residus en arribar i el personal pot inspeccionar les càrregues a la recerca de residus que no compleixin els criteris d'acceptació de residus de l'abocador. Posteriorment, els vehicles de recollida de residus utilitzen la xarxa viària existent per dirigir-se al front d'abocament o front de treball, on en descarreguen el contingut . Després de dipositades les càrregues, els compactadors o buldòzers poden escampar i compactar els residus al front de treball. Abans de sortir dels límits de l'abocador, els vehicles de recollida de residus poden passar per una instal·lació de neteja de rodes. Si cal, tornen a la bàscula pont per tornar a pesar sense la càrrega. El procés de pesatge pot recopilar estadístiques sobre el tonatge de deixalles entrants diaris, que les bases de dades poden conservar per al manteniment de registres. A més dels camions, alguns abocadors poden tenir equip per manipular contenidors ferroviaris. L'ús de transport ferroviari permet que els farciments sanitaris s'ubiquin en llocs més remots, sense els problemes associats amb molts viatges en camió.
Normalment, al front de treball, els residus compactats es cobreixen amb terra o materials alternatius diàriament. Els materials alternatius per a la coberta de residus inclouen fusta estellada o altres "residus verds", diversos productes d'escuma ruixats, biosòlids químicament "fixats" i mantes temporals. Les mantes es poden col·locar al seu lloc a la nit i després retirar-se l'endemà abans de col·locar les deixalles. L'espai que diàriament ocupen els residus compactats i el material de cobertura s'anomena cel·la diària. La compactació de residus és fonamental per prolongar la vida útil de l'abocador. Factors com la compressibilitat de les deixalles, el gruix de la capa de deixalles i el nombre de passades del compactador sobre les deixalles afecten les densitats de les deixalles.

## Tipus d'abocadors
A Espanya, segons l'article 5 del Reial decret 646/2020, els tipus d'abocadors es classifiquen en
1. Abocador per a residus perillosos.
2. Abocador per a residus no perillosos.
3. Abocadors per a residus inerts.

Un abocador pot estar classificat en més duna de les categories fixades en l'apartat anterior, sempre que disposi de cel·les independents que compleixin els requisits especificats en aquest Reial decret per a cada classe d'abocador.
Hi ha altres classificacions en funció de la seva legalitat:
- Abocador clandestí: És un lloc que sense consideracions mediambientals, és triat per algun grup humà per a dipositar les seves deixalles sòlides. Són greu font de contaminació, malalties i altres problemes.
- Abocador municipal o urbà: És un abocador que sota certes consideracions o estudis de tipus econòmic, social i ambiental, és gestionat pels governs municipals. També són coneguts com a "abocadors controlats" o "farciments sanitaris".

## Tipus d'abocadors controlats
- En funció de la topografia: Abocadors en àrea, Abocadors en trinxera, Abocadors tàlveg o depressió i Abocadors en vessant.
- En funció del grau de compactació dels residus: Abocadors de baixa densitat amb cobertura, abocadors de densitat mitjana amb cobertura, abocadors d'alta densitat amb trituració, abocadors d'alta densitat en bales.

## Pol·lució creada
Als femers tradicionals actuals hi són destinades les escombraries generades per un grup o assentament humà. Aquesta, comunament, conté de manera regirada restes orgàniques (com menjar), plàstics, paper, vidre, metalls, pintures, tela, bolquers, bateries, i una gran diversitat d'objectes i substàncies considerades indesitjables. En el procés de descomposició de la matèria en els femers, es formen lixiviats que arrosseguen els productes tòxics presents en les escombraries, i contaminen les aigües subterrànies, que de vegades s'utilitzen per a consum humà i reg. S'alliberen a l'aire importants quantitats de gasos com el metà, CO₂ (gas responsable de l'efecte hivernacle) o gasos tòxics com el benzè, tetracloroetilè, etc. Durant els incendis accidentals o provocats en aquests abocadors, s'alliberen productes clorats a l'atmosfera, alguns tan tòxics com les dioxines, una de les substàncies més tòxiques conegudes, declarada cancerígena per l'Organització Mundial de la Salut (OMS). Malgrat els esforços per recuperar els materials continguts en els residus mitjançant la recollida selectiva de les diverses fraccions o les deixalleries, els femer romanen necessaris com a infraestructura per a l'eliminació de residus. La reducció dels danys ambientals, es pot obtenir dissenyant els femers de manera que s'eviti la pol·lució de l'entorn en el qual se situen. En aquest sentit, s'han de prendre mesures per a la impermeabilització dels femers i la instal·lació de sistemes de recollida de lixiviats, de manera que s'eviti la pol·lució de l'aigua i el sòl. També poden prevenir-se alguns impactes dels femers mitjançant sistemes de recuperació del bio-gas produït en la descomposició de la matèria orgànica.

## Farciment sanitari
Un farciment sanitari és un lloc destinat a la disposició final de deixalles o escombraries, en el qual es pretenen prendre múltiples mesures per reduir els problemes generats per un altre mètode de tractament de les escombraries com són els tiradors, aquestes mesures són, per exemple, l'estudi meticulós d'impacte ambiental, econòmic i social des de la planificació i elecció del lloc fins a la vigilància i estudi del lloc en tota la vida de l'abocador.
Per construir un farciment sanitari és important seleccionar el terreny que reuneixi condicions tècniques adequades com són: topografia, nivell a què es troben les aigües subterrànies i disponibilitat de material per cobrir les escombraries.
En un farciment sanitari, a mesura que es va col·locant les escombraries, aquesta és compactada amb maquinària i coberta amb una capa de terra i altres materials per posteriorment cobrir-la amb una capa de terra que ronda els 40 cm de gruix i sobre aquesta dipositar-ne una altra capa d'escombraries i així successivament fins que el farciment sanitari es dona per saturat.
És un mètode d'enginyeria per a la disposició de residus sòlids a terra de manera que se li doni protecció a l'ambient, mitjançant l'escampat dels residus en petites capes, compactant-los al menor volum pràctic i cobrint-los amb terra al final del dia de treball, prevenint els efectes adversos al medi ambient.
Hi ha dos farcits sanitaris per gestionar els residus sòlids urbans: els farcits descontrolats (en alguns llocs romanen vigents) són els més primitius. El perill rau en la contaminació que produeixen, per la seva lixiviació, a les capes d'aigua, a rius o llacs propers i també a terra. Els farcits controlats representen un gran avenç en la gestió d'aquests residus. Allí els abocaments són compactats i disposats entre capes de sòl; es deixen respiradors per als gasos que s'originen per la putrefacció i es prenen precaucions per a la recol·lecció i la depuració de lixiviacions.
A més, com a forma de minimitzar l'impacte ambiental i com a implementació del Protocol de Kyoto els farcits sanitaris inclouen tractament de lixiviats, que són els líquids produïts per les escombraries, crema de gasos de descomposició, principalment el metà, plans de reforestació a l'àrea del farciment sanitari i control d'olors. Com que els residus confinats sense tractament contenen un alt potencial perill per al medi ambient (danys en la impermeabilització en el transcurs de temps), a Europa ja tenen normes que exigeixen un tractament dels residus dels residus abans de confinar per eliminar el seu potencial perill tant per a l'ambient com per a la salut humana.

## Impacte social i ambiental

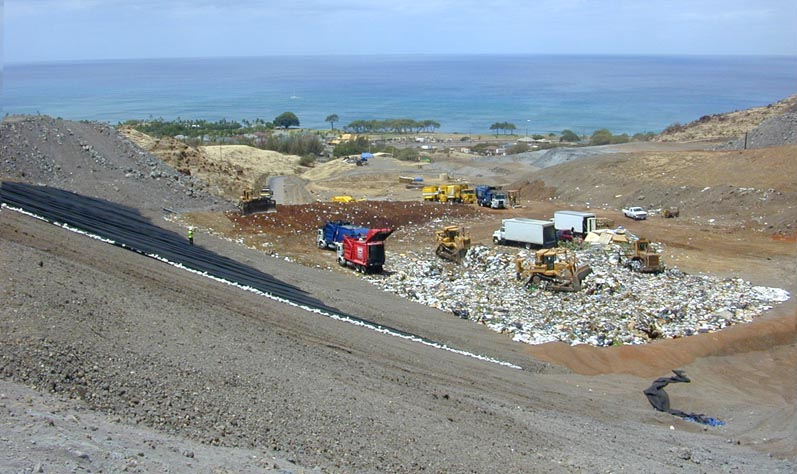
Operació d'abocador a Hawaii. Tingueu en compte que l'àrea que s'està omplint és una sola "cel·la" ben definida i que s'ha col·locat un revestiment d'abocador protector (exposat a l'esquerra) per evitar la contaminació pels lixiviats que migren cap avall a través de la capa subjacent formació geològica.

Els abocadors tenen el potencial de causar una sèrie de problemes. Es poden produir interrupcions a la infraestructura, com a danys a les vies d'accés per part de vehicles pesants. La contaminació de les carreteres locals i els cursos d'aigua per les rodes dels vehicles quan surten de l'abocador pot ser significativa i es pot mitigar amb sistemes de rentada de rodes. També pot ocórrer la contaminació del medi ambient local, com la contaminació d'aigües subterrànies o aqüífers o contaminació del sòl.

### Lixiviat
Quan la precipitació cau en abocadors oberts, l'aigua es filtra a través de les escombraries i es contamina amb material suspès i dissolt, formant lixiviats. Si no es conté, podeu contaminar les aigües subterrànies. Tots els abocadors moderns utilitzen una combinació de revestiments impermeables de diversos metres de gruix, llocs geològicament estables i sistemes de recol·lecció per contenir i capturar aquest lixiviat. Després pot ser tractat i evaporat. Quan un abocador és ple, se segella per evitar l'ingrés de precipitacions i la formació de nous lixiviats. Tot i això, els revestiments han de tenir una vida útil, sigui de diversos centenars d'anys o més. Eventualment, qualsevol revestiment de l'abocador podria tenir fugides, per tant, el terra al voltant dels abocadors s'ha d'analitzar a la recerca de lixiviats per evitar que els contaminants contaminin les aigües subterrànies.

### Gasos de descomposició
El menjar podrit i altres deixalles orgàniques en descomposició creen gasos de descomposició, especialment CO2 i CH4 de la descomposició aeròbica i anaeròbica, respectivament. Ambdós processos tenen lloc simultàniament en diferents parts d'un abocador. A més de O2 disponible, la fracció dels constituents del gas varia segons l'antiguitat de l'abocador, el tipus de rebuig, el contingut d'humitat i altres factors. Per exemple, la quantitat màxima de gas d'abocador produït es pot il·lustrar amb una reacció neta simplificada d'oxalat de dietil que representa aquestes reaccions simultànies:
4 C6H10O4 + 6 H2O → 13 CH4 + 11 CO2
De mitjana, aproximadament la meitat de la concentració volumètrica de gas d'abocador és CH4 i una mica menys de la meitat és CO2. El gas també conté al voltant del 5% de nitrogen molecular (N2), menys de l'1% de sulfur d'hidrogen (H2S), i una baixa concentració de compostos orgànics diferents del metà (NMOC), al voltant de 2700 ppmv.

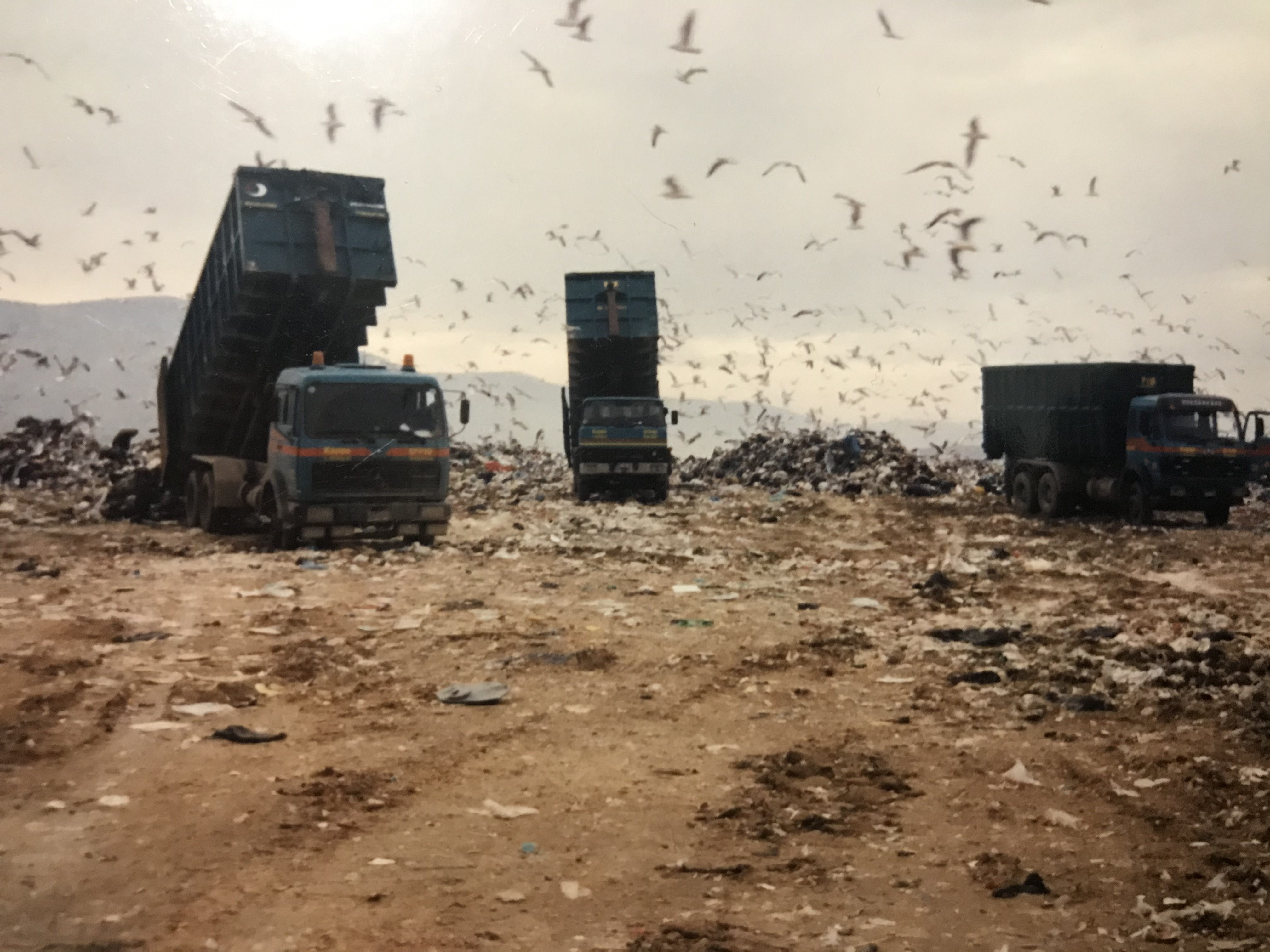
Eliminació de residus a Atenes, Grècia

Els gasos de l'abocador es poden filtrar fora de l'abocador i passar a l'aire i al terra circumdants. El metà és un gas d'efecte hivernacle, i és inflamable i potencialment explosiu en certes concentracions, el que ho fa perfecte per cremar-lo i generar electricitat de forma neta. Atès que la matèria vegetal en descomposició i les deixalles d'aliments només alliberen carboni que ha estat capturat de l'atmosfera a través de la fotosíntesi, cap carboni nou ingressa al cicle del carboni i la concentració atmosfèrica de CO2 no és afectada. El diòxid de carboni atrapa la calor a l'atmosfera, cosa que contribueix al canvi climàtic. En abocadors gestionats adequadament, el gas es recol·lecta i es crema o es recupera per a utilitzar gas d'abocador.

### Vectors
Els abocadors mal administrats poden convertir-se en molèsties a causa de vectors com a rates i mosques que poden propagar malalties infeccioses. L'aparició d'aquests vectors es pot mitigar mitjançant l'ús de cobertura diària.

### Altres molèsties

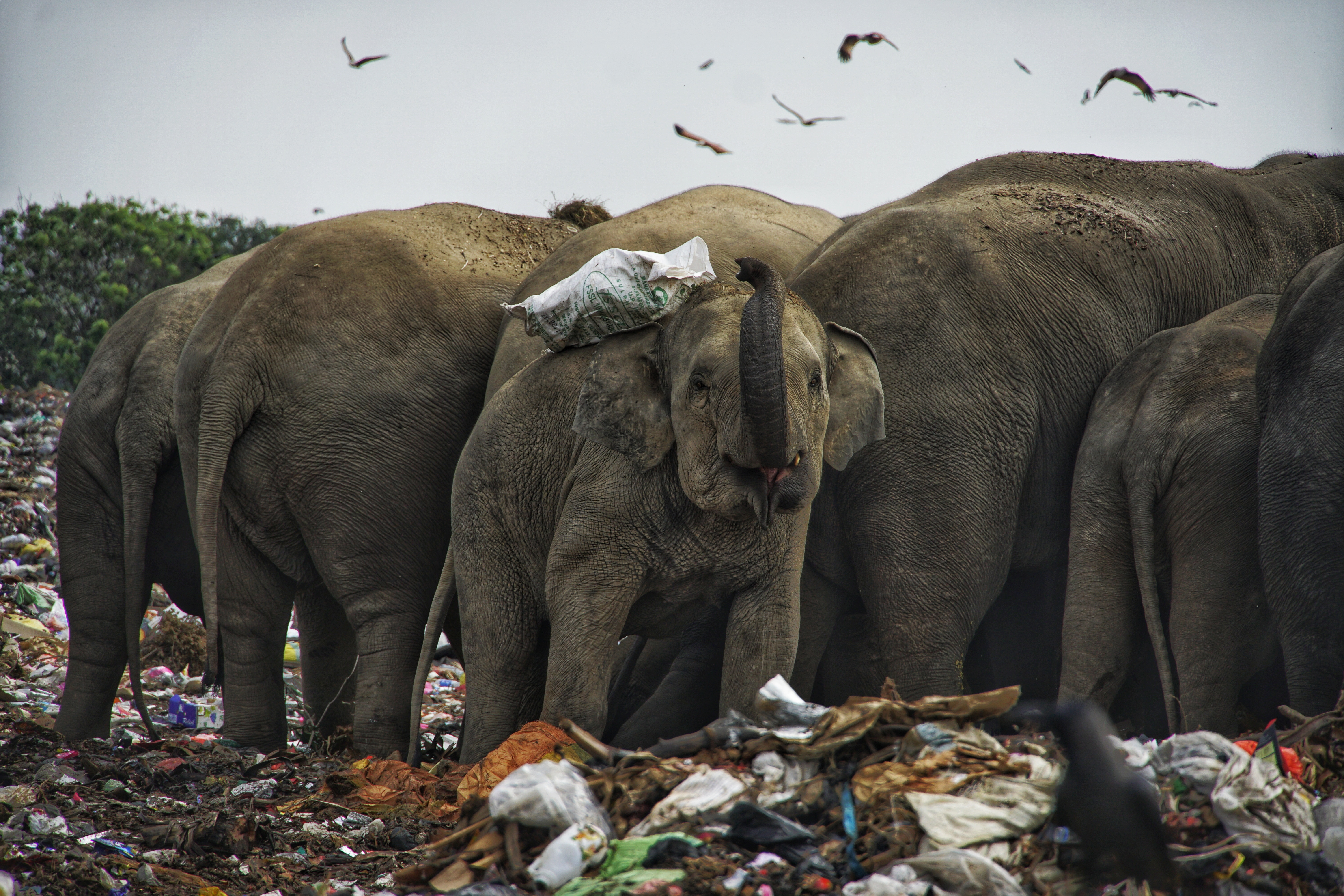
Un grup d'elefants salvatges interactuant amb un escombriaire a Sri Lanka

Altres problemes potencials inclouen la interrupció de la vida silvestre a causa de l'ocupació de l'hàbitat i l'alteració de la salut animal causada pel consum de deixalles dels abocadors, pols, olor, contaminació acústica i reducció del valor de les propietats locals.